# Лі Мен-юань
Лі Мен-юань (кит.: 李孟遠; піньїнь: Lǐ Mèngyuǎn, 25 серпня 1994, Таоюань) — тайванський стрілець, бронзовий призер Олімпійських ігор 2024 року.

## Виступи на Олімпіадах
| Олімпіада  | Дисципліна | Місце |
| ---------- | ---------- | ----- |
| Париж 2024 | скит       | 3     |